# روبرت ليون جوردن
روبرت ليون جوردن (بالإنجليزية: Robert Leon Jordan)‏ هو قاضي ومحامي أمريكي، ولد في 1934 في وودلون ‏ في الولايات المتحدة.